# Михайлівська сільська рада (Буринський район)
Миха́йлівська сільська́ ра́да — колишній орган місцевого самоврядування в Буринському районі Сумської області. Адміністративний центр — село Михайлівка.

## Загальні відомості
- Населення ради: 1 597 осіб (станом на 2001 рік)

## Населені пункти
Сільській раді підпорядковані населені пункти:
- с. Михайлівка
- с. Бондарі
- с. Нова Олександрівка
- с. Темне

### Колишні населені пункти
- с. Чаша, 1971 року приєднане до Михайлівки

## Склад ради
Рада складається з 16 депутатів та голови.
- Голова ради: Дорошенко Петро Миколайович
- Секретар ради: Лисенко Лідія Миколаївна

### Керівний склад попередніх скликань
| Прізвище, ім'я, по батькові | Основні відомості                                                                                  | Дата обрання | Дата звільнення |
| --------------------------- | -------------------------------------------------------------------------------------------------- | ------------ | --------------- |
| Дорошенко Петро Миколайович | Сільський голова, 1969 року народження, освіта вища, член Всеукраїнського об'єднання «Батьківщина» | 26.03.2006   | 31.10.2010      |
| Дорошенко Петро Миколайович | Сільський голова, 1969 року народження, освіта вища, член Партії регіонів                          | 31.10.2010   |                 |

Примітка: таблиця складена за даними сайту Верховної Ради України